# Чарльз Ґ. Фінні
Чарльз Ґ(рандісон) Фінні (1 грудня 1905, м. Седалія, штат Міссурі, США — 16 квітня 1984, м. Піма (англ. Pima), округ Ґрем штату Аризона, США) — американський журналіст, редактор новин та письменник-фантаст, правнук євангеліста Чарльза Ґрандісона Фінні, на честь якого і був названий батьками. Відомий переважно своїми творами у жанрі фентезі та фантастики жахів. Його перший роман і найвідоміший твір «Цирк доктора Лао»  ((англ.), 1935) справив великий вплив на інших письменників і був екранізований у 1964 році. Його твори публікувалися в престижних журналах, таких як The New Yorker і Harper's та отримав одну з  Національних книжкових премій «Inaugural National Book Awards» в номінації найоригінальніша книга 1935 року.  

## Життєпис
Фінні народився в Седалія, штат Міссурі. Навчався в університеті Міссурі. У 1920-х роках він жив у Китаї, де служив у Тяньцзіні з 1927 по 1929 рік  у складі роти Е у 15-му піхотному полку армії США 15-му піхотному полку армії США армії Сполучених Штатів.
Після військової служби він повернувся до Сполучених Штатів і працював редактором Arizona Daily Star «Аризона Дейлі Стар» у Тусоні, штат Аризона, з 1930 по 1970 рік 
У своїх спогадах він зазначає, що саме Тяньцзіні протягом 1929 року було задумано роман, який зробить його дуже популярним: Цирк доктора Лао, за який він отримав Національну книжкову премію в 1935 році.
Деякі документи Фінні, листування та фотографії, зібрані в спеціальних колекціях Головної бібліотеки Університету Аризони, номер колекції: AZ 024, Документи Чарльза Ґ. Фінні, 1959-1966. Архів містить надруковані рукописи «Проповідь у Каса Гранде», «Ізабель Незбагненна», «Вбивство пір’ям», «Нічний плазун», «Приватний принц», «Анабазис у мінорній тональності», «Руки старого Китаю», і «Закуті привиди».

## Вплив на інших авторів
Твори Фінні, особливо Цирк доктора Лао, мали помітний вплив на багатьох знаменитих авторів фентезі та фантастики жахів. Зокрема Рей Бредбері захоплювався романом і включив його до антології «Цирк доктора Лао та інші неймовірні історії» The Circus of Dr. Lao and Other Improbable Stories; у романі самого Бредбері «Щось лихе насувається» (англ. «Something Wicked This Way Comes») дія сюжету відбувається в обставинах надприродного цирку.
Інші автори також заявляли про своє захоплення Фінні та писали твори, присвячені його персонажам, стилю чи ситуаціям, як-от у «Від справедливого до середнього» (англ. «The Fair to Middling»; 1959) Артура Колдера-Маршалла, у романі «Сліпі голоси» (англ. «Blind Voices»; 1978) Тома Рімі, у вдало екранізованому романі «Останній єдиноріг» (англ. «The Last Unicorn»; 1968) Пітера С. Біґла  чи у книзі «Часове місто» (англ. «Chronic City, 2009) Джонатана Летема відчувається істотний вплив книг Фінні.

## Екранізації
«Цирк доктора Лао» був екранізований у 1964 році під назвою «7 облич доктора Лао» (оригінальна англійська назва — «Сім облич доктора Лао»). Режисером виступив Джордж Пел, сценаристом був  Чарльз Б'юмонт, а головну роль виконав Тоні Рендолл. Фільм був номінований на «Оскар» за найкращі спецефекти в 1964 році, а його гример (Вільям Дж. Таттл) отримав почесного «Оскара» за роботу над цим фільмом.

## Книги
- Цирк доктора Лао (англ. «Цирк доктора Лао[en]», 1935)
- Нечестиве місто (англ. «The Unholy City», 1937)
- Повз кінець тротуару (англ. «Past the End of the Pavement», 1939), збірка
- Закуті привиди (англ. «The Ghosts of Manacle», 1964), збірка
- Руки старого Китаю (англ. «The Old China Hands», 1961), мемуари про службу в армії 15-го піхотного полку в Тяньцзіні, Китай
- Чарівник з Маньчжурії (англ. «The Magician Out of Manchuria[en]», 1968)

## Твори короткої форми
- «Прокляття Айови» (англ. «The Iowan's Curse»), Гарперс меґезін, липень 1958 [14]
- «Життя і смерть західного гладіатора» (англ. «The Life and Death of a Western Gladiator»), Harper's Magazine, жовтень 1958 [14]
- «Гілашріки» (англ. «The Gilashrikes»), Мегезін Фентезі & Сайнс фікшн, жовтень 1959 р.
- «Нічний плазун» (або «Нічний краулер»; англ. «The Night Crawler»), Нью-Йоркер, 5 грудня 1959 року
- «Приватний принц» (англ. «Private Prince»), Нью-Йоркер, 24 червня 1961 р
- «Анабазис у мінорній тональності» (англ. «An Anabasis in Minor Key»), Нью-Йоркер, 26 березня 1960 р
- «Проповідь у Каса Гранде» (англ. «A Sermon at Casa Grande»), Пойнт-Вест, вересень 1963 р
- «Ізабель Незбагненна»,» (англ. «Isabelle the Inscrutable»), Гарперс меґезін, 228:1367 (квітень 1964) стор. 51–58
- «Вбивство з пір'ям» (англ. «Murder with Feathers»), Гарперс меґезін, 232:1391 (квітень 1966) стор. 112–13

## П'єси
- Проект номер шість (1962)